# Hjälmkakadua
Hjälmkakadua (Callocephalon fimbriatum, svenskt nylatinskt uttal IPA /kalːɔˈseːfalɔn fimbriˈɑːtum/) är en art av kakadua som är endemisk till Nya Holland (fastlandsdelen av Australien).

## Utseende och läte

### Utseende
Hjälmkakaduan är ungefär 34 centimeter lång. Den är mestadels medelgrå till färgen. Hannen har fjädrar med ljusare gråvita kanter och rött huvud och tofs. Honan och ungfåglar har laxrosa kanter på fjädrarna, och en liten dunig grå tofs.

### Läte
Hjälmkakaduan har ett omisskännligt läte som beskrivits som en gnisslande dörr eller ljudet av en kork som dras upp ur en vinflaska. (Länk till ljudinspelning.)

### Flykt
Flykten ger ett planlöst intryck, och är undulerande (går uppåt och nedåt).

## Utbredning, systematik och evolution

### Utbredning
Den förekommer kustnära i tre delstater i sydöstra Australien, från centrala New South Wales genom Victoria till sydöstra South Australia, samt i territoriet Australian Capital Territory.
Canberra är den enda stad varest hjälmkakduan trivs, eftersom stora naturparker finns nära centrum, som Black Mountain och Mount Ainslie.

### Underarter
Arten  behandlas som monotypisk, det vill säga att den inte delas in i några underarter.

### Besläktade arter, högretaxaoch evolution
Hjälmkakaduan placeras som enda art i släktet Callocephalon, och har alltså inga nära släktingar. Callocephalon är troligen systerklad till en klad som utgrenats i släktena Eolophus, Lophocroa och Cacatua. Dessa två klader skildes åt för ungefär 13 miljoner år sedan. De två kladerna utgör tribus Cacatuini. För ungefär 19 miljoner år sedan skildes Cacatuini från tribus Microglossini. Cacatuini och Microglossini utgör underfamiljen Cacatuinae i familjen Cacatuidae.
Den evolutionära förgreningen av Cacatuidea (familjen kakaduor) antas ha skett i Australien.

## Ekologi och levnadssätt

### Biotop
Hjälmkakadua återfinns i kyligare och fuktigare skogar och skogsområdena, särskilt i höglänt buskskog.

### Föda
Hjälmkakaduan lever på sommaren på frön från eukalyptus, acacia och inhemska barrväxter i höglänta skogar.
På vintern kommer de in i Canberra och äter frön och bär från icke inhemska växter som eldtorn, hagtorn, oxbär och amerikanska barrträd. En animalisk föda är växtstekellarver.

### Häckning
Liksom alla kakaduor bygger hjälmkakaduan bo i trädhål i höglänta skogar. Häckningssäsongen är från november, ibland oktober, till januari.

## Forsknings‑ och nomenklaturhistoria
James Grant beskrev hjälmkakaduan 1803 under det vetenskapliga namnet Psittacus fimbriatus med trivialnamnet Fringe Crested Cockatoo.
René Lesson införde 1837 släktnamnet Callocephalon; han kallade hjälmkakaduan Callocephalon australe, men James Grants artepitet fimbriatus har prioritet, med neutralt genus fimbriatum. 

## Artnamnets och trivialnamnensetymologier

### Vetenskapligaartnamnetsetymologi
Släktnamnet Callocephalon har skapats av forngrekiska κάλλος (kallos) som betyder ”skönhet” och κεφαλή (kephalē) som betyder ”huvud”.
Artepitetet fimbriatum, (neutrum; maskulinum fimbriatus) betyder ”fransad”. Epitetet syftar på hanens tofs eller kam.

### Trivialnamn
Det svenska trivialnamnet hjälmkakadua, är skapat av Sveriges ornitologiska förening – Birdlife Sverige. ”Kakadua” kommer via nederländska kakatoe av malajiska kakatua/kakatuwa, troligen ljudhärmande.
Det engelska trivialnamnet är ”gang‑gang cockatoo”. Gang‑gang kommer från ett ursprungsnationsspråk i nuvarande Nya Sydwales, antingen från ett språk vid kusten eller möjligen från Wiradjuri.

## Status och hot
Röjning av äldre, ihåliga träd och förlust av områden för att hitta föda har gjort att hjälmkakaduan har minskat mycket i antal under senare tid. Internationella naturvårdsunionen IUCN kategoriserar den som sårbar. Beståndet uppskattas till mellan 17 600 och 35 200 vuxna individer.

## Hjälmkakaduan och människan

### Symbol för Australian Capital Territory
Hjälmkakaduan är bird emblem för Australian Capital Territory sedan 27 February 1997.

### Observation av hjälmkakaduan
Hjälmkakaduan är ett vanedjur, som kommer tillbaka till en födokälla (ett träd) tills källan är uttömd. När hjälmkakaduan, ofta parvis hane och hona, uppsöker ett ställe, till exempel en trädgård, är den extremt oskygg, och vem som helst kan utan ansträngning observera hjälmkakaduan på ett par meters håll, ofta nära marken.